# Маффлие
Маффлие (фр. Maffliers) — муниципалитет во Франции, в регионе Иль-де-Франс, департамент Валь-д'Уаз. Население — 1614 человек (2006).
Муниципалитет расположен на расстоянии около 26 км севернее Парижа, 20 км восточнее Сержи.

## Демография
Динамика населения (Cassini и INSEE):